# Gambugliano
Gambugliano – miejscowość i gmina we Włoszech, w regionie Wenecja Euganejska, w prowincji Vicenza.
Według danych na rok 2004 gminę zamieszkiwało 789 osób, 112,7 os./km².